# Volker Büttner
Volker Büttner (* 4. Juli 1939 in Leipzig) ist ein deutscher Fernsehregisseur, Tontechniker und Beleuchter.

## Leben und Karriere
Sein Vater war Goldschmied und so bekam er die Grundlagen dieses Handwerks in der Kindheit und Jugend vermittelt. Doch Handwerk war nichts für ihn und er wollte Zoologie oder Veterinärmedizin studieren. Nach dem Abitur zog Volker Büttner 1957 mit seinem Bruder zur Mutter nach Berlin. Für die Zuzugsgenehmigung meldete er sich zur Bereitschaftspolizei und arbeitete dort nur 14 Tage lang. Im Alter von 19 Jahren zog es ihn zum Film oder Fernsehen. Zunächst suchte er am Funkhaus Nalepastraße des DDR-Rundfunks in Berlin-Oberschöneweide eine Arbeit. Als er von da weggeschickt wurde, ging er zum Deutschen Fernsehfunks in Berlin-Adlershof und wurde als Tonassistent eingestellt. Da noch alles live gesendet wurde und 1959 noch vieles improvisiert wurde, bekam er „von einem Beleuchter alles über Scheinwerfer“ beigebracht, so kam er auch zum „Lichtsetzen“.
Er war interessiert und wurde mit Ton- und Beleuchtungstechnik vertraut und arbeitete bald als freier Regieassistent. Es folgte das Studium der Regie an der Hochschule für Film und Fernsehen Babelsberg. Als er 21 Jahre alt ist läuft seine erste eigene Fernseh-Produktion. Während der Zeit Wehrdienstes bei der NVA erfolgte die Einführung des Farbfernsehens. Jede Sendung war seither mit Bildingenieuren und Farbberatern abzusprechen. Der junge Filmemacher entwickelte im Team neue Sendungen beim Fernsehfunk.
1979 bekam er 40-jährig den Posten des Chefregisseurs im Palast der Republik in Berlin (DDR-Kulturhaus und Sitz der Volkskammer). Mit dem „perfekt gebauten und gut ausgestatteten“ Großen Saal des Palastes hatte er die Möglichkeit für die Entwicklung von Produktionen wie Rock für den Frieden oder die Revue Spaß muss sein. Als 1990 der Palast geschlossen wurde, waren der Regisseur und sein Team freigestellt. Schon 1991, noch vor dem Abzug der Sowjetarmee aus Deutschland, wurde das Haus der Offiziere in Karlshorst für ihn zu einem interessanten neuen Projekt.
Diese Spielstätte, mit einem schönen Saal für 600 Personen, wurde bereits ab Mitte 1991 von der Media On-line Kindershow GmbH als Theater genutzt und entwickelte sich zu einer beliebten Bühne für Kinderprogramme, später auch für klassische Musik, Operette, Ballett. Eröffnet wurde das Haus unter dem neuen Namen Neues Theater des Ostens „TheO“ mit dem Kindermusical „Abenteuer im Drachenland mit Ulf und Zwulf“ (Buch: Wilfried Bergholz), bei dem Volker Büttner Regie führte. Die Inszenierung wurde über Wochen vor ausverkauftem Haus gespielt.
1999 ging der Regisseur Büttner in Rente. Noch aktiv, arbeitet er seither für das Lokalfernsehen in Brandenburg: Königs Wusterhausen, Potsdam und  Neuruppin für das RuppinTV. Die Fernsehproduktion hat er von Grund auf erlernt und so fühlt er sich zwar nicht dem Theater, aber weiterhin der Medienarbeit verbunden. Klassische Sendungen im Fernsehen sind ihm ebenfalls lieber als im Stream. So kritisiert er aus seiner Erfahrung das aktuelle Fernsehprogramm: Statt neuer Ideen würden alte Erfolgsrezepte immer wieder neu aufgelegt. „Vielleicht es ist auch schwer, noch neue Ideen zu finden.“

## Privates
Zu seinem 80. Geburtstag sagte er: Sein Leben böte genug Stoff für einen Roman, vielleicht sogar zwei. Doch der Regisseur denkt gar nicht daran, eine Autobiografie zu schreiben. „Ich bin faul und feige“, sagt er und winkt ab. So ein Buch, das müsste schon jemand anderes über ihn schreiben.
Büttner lebt seit 2003 in Wuthenow. Er ist Mitglied der Landespressekonferenz und Vorsitzender des Neuruppiner Kulturbeirates. Er sieht sich als Tierliebhaber.

## Auszeichnungen (Auswahl)
- Kunstpreis der DDR (23. Mai 1986)[7]